# Тиша (фільм 2016)
Тиша (англ. Hush) — американський фільм-слешер 2016 року, знятий і змонтований Майком Фланаганом із Кейт Сігел у головній ролі, яка також написала фільм разом із Фланаганом. У фільмі знімаються Джон Галлахер-молодший, Майкл Трукко, Саманта Слоян та Емілія «Емма» Грейвс. Він був спільним виробництвом Тревора Мейсі через Intrepid Pictures і Джейсона Блума через Blumhouse Productions.
Світова прем’єра фільму відбулася на South by Southwest 12 березня 2016 року і була випущена Netflix 8 квітня 2016 року Він отримав схвальні відгуки критиків, які високо оцінили виступи та атмосферу.
Фільм був двічі перезнятий в Індії, причому обидва фільми режисера Чакрі Толеті вийшли в прокат у червні та серпні 2019 року: Khamoshi мовою гінді та Осінній сезон мовою тамільської мови. 24 вересня 2021 року на Netflix вийшов міні-серіал «Опівнічна меса», заснований на однойменній історії Hush, також створений і зрежисерований Фланаганом і з Сігелем у головній ролі.

## Актори
- Кейт Сіґел в ролі Медісон «Медді» Янг
- Джон Ґаллахер молодший у ролі Чоловіка
- Майкл Трукко в ролі Джона Стенлі
- Саманта Слоян у ролі Сари Грін
- Емма Грейвс — Макс, сестра Медді